# Deutsche Leichtathletik-Meisterschaften 1961
Die 61. Deutschen Leichtathletik-Meisterschaften wurden einschl. des Marathonlaufs vom 28. bis 30. Juli 1961 in Düsseldorf ausgetragen. Austragungsort war das Rheinstadion. Der Marathonlauf sowie das 20-km-Gehen fanden größtenteils auf den Düsseldorfer Straßen statt, Start- und Zielort war auch für diese Wettbewerbe das Rheinstadion.
Im Wettkampfmodus gab es zwei Änderungen:
- Der Fünfkampf der Frauen erhielt eine neue Reihenfolge der Disziplinen, indem der 80-Meter-Hürdenlauf und der 200-Meter-Lauf getauscht wurden.
- Beim Waldlauf der Männer wurden erstmals zwei Distanzen ausgetragen, was bis heute so durchgeführt wird: Eine Langstrecke über ca. 9.000 m bis 10.000 m und eine Mittelstrecke von ca. 3.000 m.

Wie in den Jahren zuvor wurden weitere Meisterschaftstitel an verschiedenen anderen Orten vergeben:
- Waldläufe – Berlin, 23. April mit Einzel- / Mannschaftswertungen auf zwei Streckenlängen für die Männer (Mittel- / Langstrecke) und einer Mittelstrecke für die Frauen mit jeweils Einzel- / Mannschaftswertungen
- 50-km-Gehen (Männer) – Friedrichsgabe bei Norderstedt, 3. September mit Einzel- und Mannschaftswertung
- Mehrkämpfe (Frauen: Fünfkampf) / (Männer: Fünf- und Zehnkampf) – Heilbronn, 23./24. September mit Einzel- und Mannschaftswertungen

Die folgenden Übersichten fassen die Medaillengewinner und -gewinnerinnen zusammen. Eine ausführlichere Übersicht mit den jeweils ersten sechs in den einzelnen Disziplinen findet sich unter dem Link Deutsche Leichtathletik-Meisterschaften 1961/Resultate.

## Medaillengewinner Männer
| Disziplin                                    | Gold                                                                   | Leistung             | Silber                                                                                  | Leistung              | Bronze                                                                     | Leistung              |
| -------------------------------------------- | ---------------------------------------------------------------------- | -------------------- | --------------------------------------------------------------------------------------- | --------------------- | -------------------------------------------------------------------------- | --------------------- |
| 100 m                                        | Manfred Germar (ASV Köln)                                              | 10,5 s00             | Klaus Ulonska (ASV Köln)                                                                | 10,6 s00              | Alfred Hebauf (Eintracht Frankfurt)                                        | 10,7 s00              |
| 200 m                                        | Manfred Germar (ASV Köln)                                              | 21,3 s00             | Hans-Dieter Matthöfer (SG Boelerheide)                                                  | 21,5 s00              | Edmund Burg (SV Saar 05 Saarbrücken)                                       | 21,8 s00              |
| 400 m                                        | Johannes Kaiser (ASV Köln)                                             | 46,7 s00             | Manfred Kinder (OSV Hörde)                                                              | 49,9 s00              | Gerhard Weinmann (Polizei SV Berlin)                                       | 47,4 s00              |
| 800 m                                        | Paul Schmidt (OSV Hörde)                                               | 1:48,7 min           | Hans Klinkenberg (Barmer TV 1846 Wuppertal)                                             | 1:49,2 min            | Jörg Balke (Polizei SV Berlin)                                             | 1:49,4 min            |
| 1500 m                                       | Karl Eyerkaufer (FSV Frankfurt)                                        | 3:44,3 min           | Klaus Lehmann (Polizei SV Berlin)                                                       | 3:44,8 min            | Harald Norpoth (DJK SSG Telgte)                                            | 3:45,0 min            |
| 5000 m                                       | Roland Watschke (VfL Wolfsburg)                                        | 14:00,0 min          | Horst Flosbach (Solinger LC)                                                            | 14:03,4 min           | Gerd Schmitz (Barmer TV 1846 Wuppertal)                                    | 14:05,0 min           |
| 10.000 m                                     | Roland Watschke (VfL Wolfsburg)                                        | 29:54,4 min          | Gustav Disse (SC Dahlhausen)                                                            | 29:55,8 min           | Hans Hüneke (Solinger LC)                                                  | 30:14,4 min           |
| Marathon                                     | Jürgen Wedeking (VfL Wolfsburg)                                        | 2:28:05,0 h00        | Heinrich Arians (TSR Olympia Wilhelmshaven)                                             | 2:30:21,4 h00         | Lothar Reinshagen (VfL Eintracht Hagen)                                    | 2:31:07,0 h00         |
| Marathon, Mannschaftswertung                 | TSR Olympia WilhelmshavenHeinrich Arians Wilhelm Gänßler Werner Lulies | 7:54:52,4 h00        | Barmer TV 1846 WuppertalNorbert Seidensticker Werner Zylka Bruno Nießer                 | 8:06:34 h00           | TUSEM EssenKarl-Heinz Speckmann Hermann Tonnemann Fritz Schöning           | 8:14:53 h00           |
| 110 m Hürden                                 | Klaus Willimczik (TSV Bayer 04 Leverkusen)                             | 14,4 s00             | Klaus Winter (ASV Berlin)                                                               | 14,6 s00              | Klaus Gerbig (TG Rüsselsheim)                                              | 14,7 s00              |
| 200 m Hürden                                 | Klaus Gerbig (TG Rüsselsheim)                                          | 23,9 s00             | Klaus Nüske (ASV Berlin)                                                                | 24,2 s00              | Joachim Hellmich (OSC Berlin)                                              | 24,3 s00              |
| 400 m Hürden                                 | Helmut Janz (VfL Gladbeck)                                             | 50,7 s00             | Manfred Wagner (Post-SV Trier)                                                          | 52,1 s00              | Ferdinand Haas (Post-SV München)                                           | 52,1 s00              |
| 3000 m Hindernis                             | Wilhelm-Rüdiger Böhme (Hamburger SV)                                   | 8:47,2 min           | Ludwig Müller (FSV Frankfurt)                                                           | 8:50,2 min            | Ewald Lork (Borussia Düsseldorf)                                           | 8:52,8 min            |
| 4 × 100 m Staffel                            | ASV KölnKlaus Ulonska Johannes Kaiser Uwe Breker Manfred Germar        | 40,8 s00             | TSV Bayer 04 LeverkusenRudolf Sundermann Hans-Joachim Oswald Horst Pöhler Willi Holdorf | 41,2 s00              | Hannover 96Hinrick Helmke Fredy Kalina Walter Mahlendorf Harry Pott        | 41,5 s00              |
| 4 × 400 m Staffel                            | OSV HördeAlbert Radusch Udo Waldheim Paul Schmidt Manfred Kinder       | 3:12,5 min           | SCC BerlinErnst Wiener Pautzke Gerhard Kopp Hölzel                                      | 3:13,5 min            | Hannover 96Rolf Ude Harry Pott Schmidt Fritz Roth                          | 3:14,0 min            |
| 3 × 1000 m Staffel                           | FSV FrankfurtPeter Christ Klaus Ostach Karl Eyerkaufer                 | 7:25,4 min           | Berliner SCGünter Dohrow Jörg Lawrenz Olaf Lawrenz                                      | 7:26,4 min            | Hamburger SVUwe Maaß Peter Bock Hans-Jürgen Profé                          | 7:27,4 min            |
| 20-km-Gehen                                  | Wolfgang Döring (Grün-Weiß Essen)                                      | 1:35:05,2 h00        | Erich Rodermund (Eintracht Frankfurt)                                                   | 1:35:52,6 h00         | Karl-Heinz Pape (TSV Lebenstedt)                                           | 1:37:37,2 h00         |
| 20-km-Gehen, Mannschaftswertung              | Eintracht FrankfurtErich Rodermund Karl-Heinz Egenolf Rudolf Porteset  | 12 P (Plätze 2/6/9)  | Grün-Weiß EssenWolfgang Döring Klaus Ingenhaag H. Ingenhaag                             | 18 P (Plätze 1/11/12) | Berliner SCHans-Jürgen Paul Gert Jannsen Kemper                            | 25 P (Plätze 8/10/17) |
| 50 km Gehen                                  | Heinz Mayr (Eintracht Braunschweig)                                    | 4:44:20,6 h00        | Erich Rodermund (Eintracht Frankfurt)                                                   | 4:45:06,2 h00         | Jürgen Krämer (Hypo-Club München)                                          | 4:55:00,6 h00         |
| 50 km Gehen, Mannschaftswertung              | Eintracht BraunschweigHeinz Mayr Walter Stoltz Lothar Wrase            | 15:14:09,2 h00       | SV FriedrichsgabeClaus Biethan Harry Binner Gerd Nickel                                 | 15:27:42,8 h00        | Hamburger SVHorst Gerdau Heinz Tonn Hans-Jürgen Bründel                    | 16:23:29,4 h00        |
| Hochsprung                                   | Theo Püll (LG 1947 Viersen)                                            | 2,02 m               | Peter Riebensahm (ATS Bremerhaven)                                                      | 1,99 m                | Herbert Hopf (TG Würzburg)                                                 | 1,96 m                |
| Stabhochsprung                               | Klaus Lehnertz (Solinger LC)                                           | 4,30 m               | Dieter Möhring (VfL Wolfsburg)                                                          | 4,30 m                | Helmut Schmidt (TuS Opladen)                                               | 4,20 m                |
| Weitsprung                                   | Manfred Steinbach (USC Mainz)                                          | 7,50 m               | Ingo Schönewolf (TSV Bayer 04 Leverkusen)                                               | 7,38 m                | Eberhard Vaubel (TSV 1860 München)                                         | 7,32 m                |
| Dreisprung                                   | Jörg Wischmeier (Rheydter TV 1847)                                     | 15,33 m              | Ingo Schönewolf (TSV Bayer 04 Leverkusen)                                               | 15,14 m               | Michael Sauer (TSV 1860 München)                                           | 15,10 m               |
| Kugelstoßen                                  | Dietrich Urbach (TSV 1860 München)                                     | 17,98 m              | Hermann Lingnau (FSV Frankfurt)                                                         | 17,74 m               | Karl-Heinz Wegmann (Dortmunder SC 95)                                      | 16,52 m               |
| Diskuswurf                                   | Jens Reimers (Rot-Weiß Oberhausen)                                     | 53,10 m              | Dietrich Urbach (TSV 1860 München)                                                      | 51,52 m               | Josef Klik (TuS Fritzlar)                                                  | 50,76 m               |
| Hammerwurf                                   | Hans Fahsl (Schwarz-Weiß Westende Hamborn)                             | 60,26 m              | Hans Wulff (KSV Hessen Kassel)                                                          | 58,05 m               | Hans-Joachim Knappe (DSD Düsseldorf)                                       | 57,81 m               |
| Speerwurf                                    | Rolf Herings (TSV Bayer 04 Leverkusen)                                 | 77,83 m              | Hans Schenk (TSV Bayer 04 Leverkusen)                                                   | 75,07 m               | Hermann Rieder (TSV 1860 München)                                          | 74,65 m               |
| Fünfkampf, 1952er W. i. Klamm.: 1985er Wert. | Hermann Salomon (USC Mainz)                                            | 3381 P (3697 P)      | Horst Stelzner (Hamburger SV)                                                           | 3037 P (3436 P)       | Ernst Bux (Turn-Verein Lehe)                                               | 3034 P (3459 P)       |
| Fünfkampf, Mannschaftswertung                | Hamburger SVManfred Bock Horst Stelzner Horst Beyer                    | 9384 P               | USC MainzHermann Salomon Gustav Held Klaus-Dieter Röper                                 | 9082 P                | Polizei SV BerlinKlaus Beuschel Wolfgang Kardetzky Hans-Joachim Kowalewsky | 8520 P                |
| Zehnkampf, 1952er W. i. Klamm.: 1985er Wert. | Willi Holdorf (TSV Bayer 04 Leverkusen)                                | 7238 P (7163 P)      | Werner von Moltke (Stuttgarter Kickers)                                                 | 6977 P (7046 P)       | Wolfgang Heise (LC Nordhorn)                                               | 6908 P (6997 P)       |
| Zehnkampf, Mannschaftswertung                | TSV Bayer 04 LeverkusenWilli Holdorf Hermann Alms Ingo Schönewolf      | 20.218 P             | ASV BerlinKlaus Nüske Manfred Wedde Jörg Neumann                                        | 17.676 P              | LC NordhornWolfgang Heise Peter Merziger Uwe Seifert                       | 16.357 P              |
| Waldlauf Mittelstrecke – 3,8 km              | Wilhelm-Rüdiger Böhme (Hamburger SV)                                   | 11:28,0 min          | Peter Handel (VfL Wolfsburg)                                                            | 11:31,8 min           | Werner Girke (VfL Wolfsburg)                                               | 11:35,0 min           |
| Waldlauf Mittelstrecke, Mannschaftswertung   | Hamburger SVWilhelm-Rüdiger Böhme Hans-Joachim Blatt Hans-Jürgen Profé | 18 P (Plätze 1/4/15) | VfL WolfsburgPeter Handel Werner Girke Brand                                            | 23 P (Plätze 2/3/23)  | FSV FrankfurtKarl Eyerkaufer Klaus Ostach Peter Christ                     | 27 P (Plätze 5/11/14) |
| Waldlauf Langstrecke – 9,0 km                | Horst Flosbach (Solinger LC)                                           | 26:58,4 min          | Gustav Disse (SC Dahlhausen)                                                            | 27:11,6 min           | Roland Watschke (VfL Wolfsburg)                                            | 27:45,0 min           |
| Waldlauf Langstrecke, Mannschaftswertung     | VfL WolfsburgRoland Watschke Alfons Ida Hermann Schnelle               | 15 P (Plätze 3/6/11) | SCC BerlinPeter Kubicki Gideon Papke Hermann Brecht                                     | 32 P (Plätze 4/16/23) | SC DahlhausenGustav Disse Klaus Vieth Friedhelm Aufermann                  | 33 P (Plätze 2/21/22) |

## Medaillengewinnerinnen Frauen
| Disziplin                     | Gold                                                                                        | Leistung            | Silber                                                           | Leistung              | Bronze                                                          | Leistung              |
| ----------------------------- | ------------------------------------------------------------------------------------------- | ------------------- | ---------------------------------------------------------------- | --------------------- | --------------------------------------------------------------- | --------------------- |
| 100 m                         | Maren Collin (Wuppertaler SV)                                                               | 11,9 s00            | Jutta Heine (DHC Hannover)                                       | 12,0 s00              | Renate Bronnsack (USC Heidelberg)                               | 12,0 s00              |
| 200 m                         | Jutta Heine (DHC Hannover)                                                                  | 24,0 s00            | Maren Collin (Wuppertaler SV)                                    | 24,3 s00              | Maria Jeibmann geb. Arenz (Wuppertaler SV)                      | 24,6 s00              |
| 400 m                         | Maria Jeibmann geb. Arenz (Wuppertaler SV)                                                  | 56,2 s00            | Margarete Buscher (LC Nordhorn)                                  | 57,0 s00              | Erna Maisack (TV Jahn Plaidt)                                   | 57,4 s00              |
| 800 m                         | Antje Gleichfeld geb. Braasch (TuS Alstertal Hamburg)                                       | 2:12,6 min          | Edith Schiller (Polizei-SV Köln)                                 | 2:14,4 min            | Rosemarie Nitsch (Post-SG Mannheim)                             | 2:14,5 min            |
| 80 m Hürden                   | Erika Fisch (Hannover 96)                                                                   | 11,0 s00            | Ingrid Schlundt (ASV Köln)                                       | 11,1 s00              | Lore Döderlein (TG Würzburg)                                    | 11,4 s00              |
| 4 × 100 m Staffel             | Wuppertaler SVElisabeth Pottgießer Doris Schweimanns Maren Collin Maria Jeibmann geb. Arenz | 47,1 s00            | Hannover 96Renate Bicker Renate Marsch Erika Fisch Helga Henning | 47,5 s00              | USC HeidelbergHartung Martha Langbein Renate Bronnsack Groß     | 47,9 s00              |
| Hochsprung                    | Ilia Hans (SpVgg. Bissingen)                                                                | 1,67 m              | Ingrid Becker (LG Geseke)                                        | 1,67 m                | Erika Strößenreuther (TSV 1860 München)                         | 1,61 m                |
| Weitsprung                    | Helga Hoffmann (ATSV Saarbrücken)                                                           | 6,13 m              | Ingrid Becker (LG Geseke)                                        | 6,10 m                | Gudrun Scheller (Eintracht Braunschweig)                        | 5,98 m                |
| Kugelstoßen                   | Sigrun Grabert (SV 03 Tübingen)                                                             | 15,35 m             | Marlene Klein (LGO Euskirchen)                                   | 14,51 m               | Mathilde Forster (Post-SV München)                              | 14,22 m               |
| Diskuswurf                    | Kriemhild Hausmann (Preussen Krefeld)                                                       | 51,85 m             | Gudrun Kapolke (Hamburger SV)                                    | 48,35 m               | Anne-Chatrine Rühlow geb. Lafrenz (SC Greven 09)                | 47,25 m               |
| Speerwurf                     | Anneliese Gerhards geb. Jansen (TV Lobberich)                                               | 51,35 m             | Almut Brömmel (TSV 1860 München)                                 | 50,94 m               | Ilse Junghänel (1. FC Schwandorf)                               | 47,68 m               |
| Fünfkampf, 1955er Wertung     | Helga Hoffmann (ATSV Saarbrücken)                                                           | 4555 P              | Hannelore Keydel (TSV Bayer 04 Leverkusen)                       | 4462 P                | Renate Junker (Rheydter TV 1847 1847)                           | 4378 P                |
| Fünfkampf, Mannschaftswertung | TSV Bayer 04 LeverkusenHannelore Keydel Christa Büchner Weiler                              | 12.391 P            | Hamburger SVJutta Stöck Leonore Koch geb. Tauer Hilke Thymm      | 12.355 P              | TSV 1860 MünchenErika Strößenreuther Inge Schell Heidi Maasberg | 12.170 P              |
| Waldlauf – 1,2 km             | Edith Schiller (Polizei SV Köln)                                                            | 4:02,6 min          | Rosemarie Nitsch (Post-SG Mannheim)                              | 4:03,6 min            | Marianne Schmalöwski (Blau-Gelb Frankfurt)                      | 4:07,8 min            |
| Waldlauf, Mannschaftswertung  | TV Hasse-Winterbek KielBarbara Decker Dagmar Scheuer Marion Scheuer                         | 19 P (Plätze 7/?/?) | SCC BerlinRenate Thuran Wüstenhagen Wolf                         | 33 P (Plätze 4/18/21) | OSC WaldnielMaria Inderfurth Josefine Bongartz Kasten           | 36 P (Plätze 8/13/28) |

## Video
- Filmausschnitte u. a. von den Deutschen Leichtathletik-Meisterschaften auf filmothek.bundesarchiv.de, Bereich: 7:55 min bis 9:10 min, abgerufen am 3. April 2021